# Андре Онана
Андре Онана (фр. Andre Onana; нар. 2 квітня 1996, Нкол Нгок) — камерунський футболіст, воротар англійського клубу «Манчестер Юнайтед» та збірної Камеруну.

## Клубна кар'єра
Андре — вихованець відомої академії Самюеля Ето'о. У 2010 році він перейшов у систему «Барселони» і виступав в її командах протягом п'яти років.
У січні 2015 відбувся перехід Андре в амстердамський «Аякс». Спочатку він виступав за другу команду цього клубу в Ерстедивізі, в сезоні 2016/17 голкіпер був переведений у першу. Його дебют у вищому дивізіоні Нідерландів відбувся 20 серпня 2016 року в матчі проти клубу «Віллем II».
На початку 2021-го року Андре Онана отримав від УЄФА дискваліфікацію на 12 місяців за використання допінгу.

## Кар'єра в збірній
Вперше прізвище Онана з'явилося у списку гравців збірної до товариського матчу проти Франції в травні 2016 році. Дебют в основному складі відбувся 6 вересня 2016 року в товариському матчі проти Габону, в якому Андре пропустив гол. Матч завершився перемогою камерунців з рахунком 2:1.

## Статистика виступів
| Збірна  | Рік   | Матчі | Голи |
| ------- | ----- | ----- | ---- |
| Камерун | 2016  | 1     | 0    |
| Камерун | 2017  | 1     | 0    |
| Камерун | 2018  | 6     | 0    |
| Камерун | 2019  | 8     | 0    |
| Камерун | 2020  | 2     | 0    |
| Камерун | 2021  | 2     | 0    |
| Камерун | 2022  | 14    | 0    |
| Камерун | 2023  | 1     | 0    |
| Разом   | Разом | 35    | 0    |

## Особисте життя
У Андре є двоюрідний брат — Фабріс Ондоа. Він теж футбольний воротар, виступає за національну збірну Камеруну.

## Титули і досягнення
- Чемпіон Нідерландів (3):

Аякс: 2018-19, 2020-21, 2021-22
- Володар Кубка Нідерландів (2):

Аякс: 2018-19, 2020-21
- Володар Суперкубка Нідерландів (1):

Аякс: 2019
- Володар Кубка Італії (1):

«Інтернаціонале»: 2022-23
- Володар Суперкубка Італії (1):

Інтернаціонале: 2022
- Володар Кубка Англії (1):

«Манчестер Юнайтед»: 2023-24
- Бронзовий призер Кубка африканських націй: 2021